# Sant Antolí i Vilanova
Sant Antolí i Vilanova és un poble de 134 habitants pertanyent al municipi de Ribera d'Ondara (Segarra), del qual és el cap administratiu. Està situat a la ribera esquerra del riu d'Ondara.
El poble està compost per dos antics nuclis. El més antic, Sant Antolí, és format per uns carrerons, que antigament foren tancats per dos portals, amb l'antiga església de Sant Antolí, al cim. També es conserva una part de l'antic castell de traça gòtica.
El nou nucli anomenat Vilanova de Sant Antolí, està comunicat per un pont sobre el riu d'Ondara. Hi passava pel mig la carretera que va a Talavera, fins que es creà una petita variant. El 1950 es construí la nova església parroquial de Santa Maria de Sant Antolí.
L'antiga jurisdicció pertanyia al comte d'Erill. Fins al 1972 fou un municipi independent, quan s'uní a Sant Pere dels Arquells, per formar el nou municipi de Ribera d'Ondara. L'antic terme municipal de Sant Antolí va incorporar, a mitjans del segle xix, els pobles de Montlleó, Briançó, Montpalau, Montfar i Pomar.